# Raúl Patricio Solanas
Raúl Patricio Solanas  (Paraná, Entre Ríos, 9 de julio de 1963 - Diamante, Entre Ríos, 21 de septiembre de 2011) fue un  político peronista argentino, diputado nacional por el Frente para la Victoria durante el período 2005-2009.

## Biografía

### Comienzos
Solanas nació en la ciudad de Paraná (capital de la provincia de Entre Ríos), hijo de Julio César Solanas y de María Mercedes Dominga Aranaz. Realizó sus estudios primarios en la escuela N.º 2 Santa Ana y N.º 20 Ceferino Namuncurá, ambas de Paraná. En esta Escuela fue abanderado. En 1976 por votación de sus compañeros/as fue elegido mejor compañero de 7° Grado, recibiendo por ello diploma y medalla de honor del Rotary Club Paraná Norte. Cursó el secundario en el colegio nacional N.º 1 Domingo Faustino Sarmiento de la ciudad de Paraná, egresando en 1981 con uno de los mejores promedios. 
Se inició en la militancia política a los 18 años, siendo protagonista en la reorganización de la Juventud Peronista cuando aún se encontraba usurpando el poder la dictadura militar. En marzo de 1983 se afilió al Partido Justicialista.  
En diciembre de 1987, a los 24 años de edad, es designado Gerente Comercial del Instituto de Ayuda Financiera a la Acción Social de Entre Ríos (cargo de planta permanente).

### Funcionario provincial
Fue nombrado por el Poder Ejecutivo Provincial, Subsecretario de la Juventud de la Provincia entre 1990 y 1991. Durante la primera gestión del Gobernador Jorge Busti.
En diciembre de 1991 asumió como Secretario de Gobierno (a los 28 años) y luego en 1995, como Secretario de Servicios Públicos de la Municipalidad de Paraná. Siendo intentendente su hermano, Julio Solanas.
En 1992-94, fue director general de la Prueba de Natación, Maratón Hernandarias-Paraná. Representando como dirigente a dicha organización en las reuniones de FINA y la International Marathon Swimming Association, realizadas en Atlantic City, EE. UU., en 1993 y en Alassio, Italia en 1994.
En el período 1995-1999 ocupó el cargo de Subsecretario de Industria, Pequeña y Mediana Empresa de la Provincia de Entre Ríos. De esa Subsecretaría dependían las Direcciones de Ciencia y Tecnología, y Minería; Desarrollo Industrial; Pequeña y Mediana Empresa; Ecología y Control Ambiental; y Programa de Dinamización Productiva Regional. En el segundo mandato como Gobernador, de Jorge Pedro Busti.
En 1997, encabezó una exitosa misión oficial-comercial de empresarios y funcionarios entrerrianos a Lima, Perú, con el objetivo de promover la comercialización de arroz, pastas, leche en polvo, pollos, cítricos, etc. En 1998, realizó en Washington D. C., EE. UU., un curso de Promoción de Empresas, dictado por The School of Business and Public Management of the George Washington University.

### Diputado provincial (1999-2005)
En las elecciones de 1999 (a los 36 años) obtuvo la banca de Diputado Provincial de Entre Ríos, cargo en el que fue reelecto en 2003, ocupando su escaño hasta su renuncia en 2005
Como diputado Provincial es autor de las siguientes leyes:
- N.º 9350: denominación del Túnel Subfluvial, Gobernadores Raúl  Uranga - Carlos Sylvestre Begnis.
- N.º 9400: Semana de la Memoria, con relación al Golpe de Estado  oligárquico - militar del 24 de marzo de 1976.
- N.º 9427: reincorporación empleados públicos despedidos.
- N.º 9476: sobre predios rurales.
- N.º 9479: sobre bonos federales (BO.FE.) y su desmanejo por  autoridades.
- N.º 9499: Emergencia por derrumbes de barrancas en zona de la localidad de Hernandarias.
- N.º 9515: sobre Colegio de Agrimensores.
- N.º 9533: modificación de Edictos Policiales.
- N.º 9577: Creación del Registro Único por la Verdad.
- N.º 9584: sobre Folklore Entrerriano.
- N.º 9588: Obligatoriedad de la Enseñanza de la Educación Vial en  escuelas y colegios entrerrianos.
- N.º 9607: suspensión de subastas y ejecuciones de bienes de clubes.
- N.º 9611: Declarando de Interés la búsqueda de los restos de los Ciudadanos Entrerrianos Desaparecidos en territorio provincial por el terrorismo de Estado.
- N.º 9612: Incluyendo la Enseñanza del Folklore y el Tango en las Escuelas y Colegios Entrerrianos.
- N.º 9619: suspensión de remates de viviendas hipotecadas, única y de uso familiar.
- N.º 9639: nueva suspensión de remates de bienes de clubes.
- N.º 9652: Modificando Código de Procedimientos Civil y Comercial de Entre Ríos para atender la situación afligente de deudores hipotecarios.
- N.º 9655: Programa de Prevención de la Violencia Escolar.
- N.º 9690: sobre reforma Artículo 95° Código Procesal Penal sobre Querellante Particular.
- N.º 9703: sobre la oferta de Todos los Talles de Ropas en Comercios.
- N.º 9.733: Reforma Código de Procedimiento Penal: Testigo de Identidad Reservada.

En 2003, integró la Mesa de Conducción Paraná de la campaña por la Candidatura a Presidente de la Nación, del Dr. Néstor Carlos Kirchner, para las elecciones generales de abril de ese año.
En 2004, participó y expuso, especialmente invitado por dirigentes del Frente Amplio, en un Seminario sobre futuro y potencialidades del Río Uruguay, realizado en Paysandú, República Oriental del Uruguay.

### Diputado nacional (2005)
En 2005 fue elegido Diputado Nacional por el Frente Justicialista para la Victoria para el período 2005-2009.
Como diputado de la Nación, integró el Bloque del Frente para la Victoria, y tuvo un destacado rol, en especial durante el conflicto por la Resolución N.º 125 (retenciones agrícolas), y también como Vicepresidente 2° de la Comisión de Libertad de Expresión, para la sanción de la nueva ley de medios de servicios de comunicación audiovisual.
Fue relevante su labor como Secretario de la Comisión de Relaciones Exteriores y Culto de la Cámara de Diputados, siendo uno de los firmantes de la Declaración de rechazo a las apetencias británicas sobre el Continente Antártico, realizada por legisladores chilenos y argentinos, suscripta en la Base Frei, Islas Shetland del Sur en marzo de 2009. Antes en febrero de 2008, en Base Marambio, participó de los Actos por el Día de la Antártida Argentina. En esa oportunidad sesionó por primera vez la Comisión de Relaciones Exteriores y Culto de la Cámara de Diputados de la Nación, en territorio Antártico Argentino.
En julio de 2006, participó de la reunión de funcionarios y técnicos del Mercosur, realizada en Montevideo, República Oriental del Uruguay. En 2008 en la Ciudad de México., fue elegido para integrar la conducción de la Confederación de Parlamentarios de las Américas (COPA). Las deliberaciones se llevaron a cabo en las ciudades de México D.F. y Toluca.
En marzo de 2009, integró la delegación oficial de la República Argentina, que acompañó a la presidenta Cristina Fernández de Kirchner a la reunión de Líderes Progresistas que se llevó a cabo en Viña del Mar, Chile.
En octubre de 2009, representó a la Cámara de Diputados de Argentina en Damasco y Al Qunaitra, República Árabe Siria, en apoyo a la devolución de los Altos del Golán. En diciembre de 2009, fue Observador Internacional por la Confederación de Parlamentarios de las Américas (COPA) en las elecciones presidenciales del Estado Plurinacional de Bolivia, en las ciudades de La Paz y El Alto. 
Fue Presidente del Grupo Parlamentario de Amistad con la República del Perú, de la Cámara de Diputados. 
Durante los cuatro años de su mandato como diputado Nacional fue quien mayor cantidad de proyectos de ley presentó cada año.[cita requerida]
Es uno de los autores de la ley que fijó la mayoría de edad a los 18 años (Ley 26579); y también coautor de las normas sobre Delitos Informáticos (Ley 26388); de Creación del Tribunal Oral en lo Criminal de Concepción del Uruguay (Ley 26429); de creación de la Policía de la Ciudad Autónoma de Buenos Aires (Ley 26288); sobre Movilidad Jubilatoria (Ley 26417); sobre Emergencia Climática en Entre Ríos en 2007 (Ley 26249); y sobre Sistema de Emergencias Agropecuarias (Ley 26509). También se tuvieron a la vista para su aprobación sus propuestas legislativas sobre Enseñanza del Idioma Portugués (Ley 26486); sobre el Sistema Jubilatorio (Ley 26222) y el Expediente 4778 sobre Ejecuciones Hipotecarias.
Es autor del libro El conflicto por la renta extraordinaria de la soja. Una mirada entrerriana, editorial Dunken (2009). En este ensayo relata las circunstancias que rodearon a la aplicación de la Resolución N.º 125 (entre los meses de marzo y julio de 2008), vividas desde la perspectiva de un legislador nacional oficialista, proveniente de una provincia, eminentemente agrícola-ganadera, y como Vocal de la Comisión de Agricultura y Ganadería de la Cámara de Diputados. El prólogo de esta obra pertenece al Ing. Agustín Rossi, Presidente del Bloque de Diputados Nacionales del Frente para la Victoria-P.J. 
El 8 de febrero de 2010, asumió como Presidente del Consejo Provincial del Niño, el Adolescente y la Familia (Co.P.N.A.F.) del Gobierno de la Provincia de Entre Ríos, convocado por el gobernador Sergio Urribarri, y contando para ello con el Acuerdo unánime del Senado Provincial.

### Fallecimiento
Tras una ausencia de varios días del domicilio familiar en Paraná, su cuerpo fue encontrado por su esposa Silvia hacia las 23 horas del domingo 25 de septiembre de 2011, en una casa-quinta del barrio Strobel de la ciudad de Diamante, Entre Ríos, donde el político gustaba de aislarse ocasionalmente. Avisada la policía, pudo confirmarse que se trataba de un suicidio, ocurrido al menos dos o tres días antes. Había dejado una carta, fechada el 21 de septiembre (día en el que aún fue visto en la ciudad de Colón) y dirigida al juez de Diamante, en la que explicaba brevemente los motivos de su decisión, y de la cual nada más ha trascendido. El secreto decretado del sumario, y el retraso en encontrarle, motivaron informaciones discrepantes en distintos medios sobre la fecha real del óbito. Entre grandes manifestaciones de incredulidad y pesar, y numerosos elogios sobre sus valores personales y su actividad pública, fue cremado y recibió sepultura el martes 27 de septiembre de 2011 en el cementerio municipal de Paraná.
El 28 de septiembre, la Cámara de Diputados de Entre Ríos aprobó un proyecto de resolución presentado por el diputado Daniel Bescos, rindiendo homenaje a la memoria del ex legislador provincial y nacional.

## Vida privada
Como persona vinculada al deporte, desde niño practicó fútbol, atletismo, softbol, y remo en piragua. Nunca fumó, ni bebió alcohol. Era simpatizante del Club Atlético Boca Juniors y del Club Patronato de Paraná.
Casado, tenía dos hijos, Patricio y Mercedes.  